# A fekete Orfeusz
A fekete Orfeusz (eredeti cím franciául: Orphée Noire) egy 1959-ben bemutatott Oscar-díjas játékfilm. Marcel Camus rendezte, akinek ez volt a második filmje. Mind a film, mind a zenéje örökbecsűnek bizonyult.
A forgatókönyv forrása a brazil Vinicius de Moraes 1954-ben színpadra írt Orfeu da Conceição című műve. A darab zenéje a bossa nova egyik ősének számít.
A film a francia új hullám egyik alapműve.

## Szüzsé
A forgatókönyv az antik mitológiai cselekményt a modern Rio de Janeiró-i karnevál közepébe helyezi.
Egy villamosvezető (Orfeusz) végzetesen beleszeret egy ismeretlen elől Rio de Janieróba menekülő lányba, Eurüdikébe. Egy – a Halál Angyalának jelmezében felbukkanó – lény üldözi, és végül megöli Eurüdikét. A gyönyörűen gitározó Orfeusz még a napot is elő tudja csalni, képes leszállni a pokolba is, és talán életre tudja kelteni a lányt.
Euridiké menekülésének oka a film huszadik percében derül ki. Nagynénjének, Szerafinának a következőt mondja:
- Euridiké: Egy férfi onnan a farmról vadászik rám.
- Szerfina: Hát azért, mert olyan csinos vagy.
- Euridiké: Biztosan meg akar engem ölni.
- Szerfaina: Ugyan! Csak a bugyidba akar beférkőzni!
- Euridiké: Nem. Meg akar ölni. Meg is teszi!

A film szereplői amatőrök voltak: Breno Mello neves futballista, Marpessa Dawn táncos és énekesnő (a rendező felesége), a Halált eljátszó Adhemar da Silva kétszeres olimpiai aranyérmes hármasugró. Maga a rendező pedig egy mellékszereplőt alakított.

### Szereplők
| színész                    | magyar hangja    | szerep                     |
| -------------------------- | ---------------- | -------------------------- |
| Breno Mello                | Sztankay István  | Orfeusz                    |
| Marpessa Dawn              | Vencel Vera      | Eüridiké                   |
| Léa Garcia                 | Almási Éva       | Szerefina                  |
| Waldemar se Souza          |                  | Chico Botô                 |
| Lourdes de Oliveira        | Szegedi Erika    | Mira                       |
| Alexandro Constantino      | Mádi Szabó Gábor | Hermész                    |
| Aldhemar Ferreiro da Silva |                  | a Halál                    |
| Jorge dos Santos           | Rohonczy Viktor  | Benedicto                  |
| Aurino Cassiano            |                  | Zeca                       |
| Maria Alice                |                  | (kislány a zárójelenetben) |
| Marcel Camus               |                  | Ernesto                    |
| Fausto Guerzoni            | Gyenge Árpád     | Fausto                     |

A szinkront a Music Voice stúdió készítette

## A film cselekménye

### Expozíció
A főcím kellemes, halk zenéje váratlanul csap át a táncolók lármájába: karneváli előkészületek izgalmában ég egész Rió. Kisfiúk sárkányt eregetnek. Megjelenik ez egyik főszereplő: Szerafina a sárkányban gyönyörködik. A háttérben megjelenik a hatalmas város.
Komp érkezik A muzsikától átszellemült emberek még a lehajtón is énekelnek és táncolnak (színre lép egy új tánc: a bossa nova. Vak ember halad kifelé, karneváli csecsbecséket árul. Véletlenül megérint egy fiatal lányt. Ő a főszereplő: Eüridiké. Szokatlanul riadtan reagál a lökésre – nem tudjuk még, hogy fél valamitől. A vak ember útbaigazítja. A lányt egyszerű ruhája jellemzi és kiemeli a környezetéből: ruhája csaknem hófehér, ellentétben a karneválra készülők tarka jelmezével.
A film egyetlen óriástotál-beállítását látjuk. A lány magárahagyottságát ábrázolja az elképesztően nagy városban, amint az utcákon végighalad.
Villamos jelenik meg, 49-es járatszám, Babilon névvel ellátva. Megjelenik a másik főszereplő. Ő Orfeusz, a karneváli zsongás rá is hatással van. Vidám, és alig tudja vezetni a villamost az arcába csapódó szerpentinek és konfettik áradatától. Jókedvűen szól rá a lányra: „Gyere, elviszünk!’. Egy utas felsegíti Eüridikét a villamosra.
Váltókon zakatol át a villamos: megérkezett a végállomásra. Hermész az őr. A pénztárhoz küldi Orfeuszt, hogy a fizetését átvegye. Orfeusz lehúzza az áramszedőt, amely hatalmas ívet húz (ez a film végén nyer jelentőséget). Észreveszi a villamoson üldögélő lányt. Elmondja, hogy idáig, a végállomásig kellett utaznia, majd Hermészre bízza őt.
Orfeusz felveszi a fizetését, a pénztáros közben azzal ugratja, hogy új nőt szedett fel. Mire Orfeusz: „Gyerek még”. Érkezik Mira, a film harmadik főszereplője, Orfeusz menyasszonya. Arra számít, hogy Orfeusz a fizetéséből jegygyűrűt vesz neki. Ám a pénz másra kell. Közeleg a karnevál reggele, és ki kell váltania a gitárját a zálogházból. A főszereplő (Breno Mello valójában elsőosztályú labdarúgó) néhány kunsztot mutat be egy labdával, majd a menyasszonyával táncolva távozik.
Jelentkeznek az anyakönyvi hivatalnál. Az ügyintézőnek az Orfeusz névről az Eüridiké név jut az eszébe. Mire féltékeny: „Ki az az Eüridiké?”
A zálogházat látjuk. Mindenki az esernyőjét teszi zálogba, hiszen minek is az a karneválon? Orfeusz magához öleli a hangszerét. A felirat rajta: „Orfeusz a mesterem”.

### A cselekmény kibontakozása
Kunyhó a favellák világában. Szerafinát látjuk, amint jelmezét próbálgatja. A szerelmére várakozik, de Eüridiké lép be. A lány bevallja, hogy fél valakitől, előle menekül. Szerafina természetesen egy elhagyott szeretőnek véli az idegent, de Eüridiké csak annyit tud mondani, hogy meg akarja őt ölni. A faluból a nagyvárosba jött, hogy eltűnjön az idegen elől. Az egyik fiú, Benedetto, talizmánt készít a lánynak.
A favellák népe szegénységében is vidám, igazi latin viselkedésmódokkal: pusziért vásárolnak a fűszeresnél. Két néger lányt látunk, az arisztokratikus viselkedésmód kifigurázásaként. Persze, valamennyien bolondulnak a jóképű, örökvidám Orfeuszért.
Orfeusz lakása – éppolyan kunyhó, mint bármelyik a favellák területén. Kutya, tengeri malac, tyúk a lakásban. Hazaérve azonnal próbálgatni kezdi a gitárját. Örök kísérői, a két kisfiú Benedetto és Zeca hallgatják új szerzeményét. Orfeusz azt ígéri nekik, hogy a karnevál reggelén épp ezzel a dallal ébreszti majd fel a napot (Manhã de Carnaval). A fal túlsó oldalán egy másik lakást látunk: Eüridiké lép be. Megtetszik neki a dal, és táncolni kezd rá. Orfeusz észreveszi. A maga egyszerű módján mesél neki az antik mondáról, Orfeusz és Eüridiké történetéről. Ekkor veszik észre egymást; mindkettejükre nagy hatással van a másik. Amikor Orfeusz megérinti Eüridiké kezét, a lány már nem ellenkezik.
Főpróba. Karneváli zűrzavar. Szokatlanul közeli képen látjuk, hogyan ringatják a csípőjüket a nők, és hogyan rakják a lábukat a táncosok. A sok szűkszekond olyan hatást kelt, mintha tévére komponálták volna a filmet – 1958-ban! A nők feszes hosszú ruhája szokatlan a XXI. század nézője számára.
Eüridiké nézi a táncosokat, Benedetto bemutatja neki a szerepeket. Orfeusz a Nap. Szerafina az Éj királynője, Mira a Nappal királynője. Odasúgja Eüridikének: „Mira Orfeusz menyasszonya”. Eüridiké elszomorodik. Ám a lármás, színes karneváli hangulat őt is magával ragadja, táncolni kezd. Orfeusz meglátja benne a tehetséget, és jelmezt kér számára, hogy táncolhasson.
Benedetto érkezik a hírrel, hogy egy idegen kereste Eüridikét. Elküldik a fiút azzal, hogy Eüridiké eltávozott valahová. De a Halál benéz az ablakon. Félrehúzza az álarcát, de ugyanabban a pillanatban el is fordul, így nem látjuk meg az arcát, nem tudjuk meg, ki is ő valójában. Eüridiké menekül. Orfeusz követi, de a sötétben nem találja. Ekkor összetalálkoznak: Orfeusz rugós tőrt ránt. Eüridiké elájul az ijedtségtől Orfeusz karjaiban. A Halál ekkor még tud várni, ez ő ideje előbb-utóbb eljön. Távozik.
Orfeusz az ájul lánnyal a karján megindul hazafelé, és versben beszél hozzá:
„A karomban viszlek, Eurüdiké.
Megvédelek mindig mindenki ellen.
Szeretlek. Nem kell félned többé.”
(Ez a szöveg visszatér a film végén).
Szerafinánál épp ott van Chico Boto, a szerelme. Orfeusz oda nem viheti a lányt, így a saját lakásába viszi. Bemutatja neki az állatait. A kutya megtépi a lány kendőjét – rossz dolgok előjele. Orfeusz a saját ágyát kínálja fel a lánynak; ő maga majd a szabad ég alatt alszik. Eüridiké aludni próbál, de nem tud, a talizmánjával játszik. Áthallatszik a szerelmesek zajos lármája, évődése a szomszédból – éles ellentétben Orfeusz lírai szerelemével. Eüridiké magához hívja őt; szerelmük beteljesül. Csak a vágóképekből tudjuk, hogy megtörtént.
Csodálatos felhők az égen, a karnevál reggele. Hajnalodik. A fiúk meg akarják lesni Orfeuszt, hogyan kelti fel a napot. Óvatosan beteszik a gitárt az ajtón, hogy fel ne ébresszék a lányt. Orfeusz énekel:
„Az élet végtelen bánat a földön,
s csak egyetlen napig tart az öröm”…
– és valóban felkel a nap. A szerelmesek örömét a város panorámája és szépsége fejezi ki.
Chico éhes, Szerafina eteti és itatja. Meglátja Eüridikét Orfeusznál, de amit lát, az számára nem meglepő. Karneváli hangulat. A szereplők jobbról-balról érkeznek. Mozgásuk és a tarka színek az esemény mozgalmasságát fejezik ki. Öltözködés közben jelmezt cserélnek. Eüridiké veszi magára Szerafina jelmezét, úgy, hogy a fátylától ne legyen látható az arca. Mira gyanút fog: megtépi az Orfeusz nyakán a kendőt, megsejtette, hogy az Eüridikétől származik.
Nagytotál és közeli képek váltják egymást (sőt, kránolás is), ez is az esemény mozgalmasságát fejezi ki. Ugyanakkor lehetőséget ad arra is, hogy elhiggyük: Mira nem fogott még gyanút. Orfeusz az egyetlen táncos, aki kigombolt ingben táncol, izzadtan, a nők számára erotikus formában. Ugyanekkor a közeli és a távoli jelenetekben jól követhető az alakja (szekond plánban és távoliban egyaránt).
Sziréna és motorosrendőr a tragédia előjeleit sejtetik.
Orfeusz és Eüridikié önfeledten táncolnak. A Halál figyel. Az öltözete miatt őt is a karnevál résztvevőjének gondolják. Szerpentint dobál a lányra, és lassan-lassan összekötözi őt a papírszalagokkal. Eüridiké elejti a talizmánját, amelyet Benedettotól kapott. És, mielőtt fel tudná venni, egy durva láb széjjeltapossa. Orfeuszt a színpadra hívják, hogy a díját átvegye.
Mira ekkor végtelen haragra gerjed, és egy ácskapoccsal megpróbálja megölni Eüridikét. Ám a Halál kicsavarja a kezéből a gyilkos fegyvert. Mert ő akar ölni.

### A krízis
Hermész meglája a menekülő lányt, és a villamos végállomásra küldi, gondolván, hogy ott biztonságban van. A Halál üldözi. A filmnek ezek a jelenetei szurokfekete háttérrel láthatóak. Az arcokon a karnevál színes fényei tükröződnek kontrasztként.
Macska-egér játék kezdődik. A lármás zenét apránként zörejek váltják fel, futó lépések zaja. A lány hol a szervizaknába, hol a villamos tetejére menekül, a Halál mindenhová követi őt. Orfeusz érkezik. Hallja a lány lihegését, de nem találja. A villamos főkapcsolóhoz nyúl. Azonban ezzel nemcsak a világítást kapcsolja fel, hanem a villamosra is halálos feszültséget kapcsol. A szikra után a halálos áramütéstől hangtalanul hullik le a lány. Csak a színes fátylát látjuk. Orfeusz a segítségére sietne, de a Halál leüti. Orfeusz eszméletlenül terül el.
Látjuk, amint a Halál a szirénázó mentőautó ajtajába kapaszkodva kíséri a zsákmányát a halottasházba. Orfeuszt a mentők élesztgetik. Hermésztől tudja meg, hogy a lány meghalt. A mentős nem hisz Orfeusz végtelen szerelmében: „ Az első pillanatban mind így beszél”. Hermész tudja az igazat: „Nem. Ők szívből szerették egymást.” „Létezik ilyen?”. „Létezik.”
Orfeusz a baleseti ambulanciára érkezik. A felvonó ajtajába becsípve a kék fátylat veszi észre, amelyet a lány viselt még tánc közben. Őrült tempóban rohan fel az emeletre. De csak sebesülteket lát.
A karnevál végét látjuk, élőképek vonulnak az utcán. Részegeket és kábítósokat zsuppolnak be a rendőrök egy rohamkocsiba, ahogy az már jellegzetes a riói karnevál végén. Egy rendőr felismeri őt, és kéri, hogy táncoljon. De Orfeusznak ilyesmihez nincsen már kedve. Ekkor javasolják neki, hogy az eltűntek osztályán keresse a lányt. Ez irdatlan modern tizenöt emeletes épület. Orfeusz rátalál egy takarítóra. Ő is néger, s mint ilyen, testvérnek tekinti, segíteni akar rajta. Megmutatja neki a többemeletnyi papírhalmazt. Majd látván a férfi bánatát. egy barbár vallási szertartásra vezeti őt. Az épületet egy mitológiai nevű kutya őrzi: Cerberus.
Orfeusz egy macumba pogány szertartásba csöppen. Az afrikai eredetű, tánccal és ütőhangszerekkel elkábított emberek hisznek a szertartás varázslatában, valahogy úgy, mintha szellemidézés volna. Orfeusz kábultan nézi. Akkor kezd csak felfigyelni a körülötte zajló eseményekre, amikor az egyik asszony Eüridikét próbálja meg megszemélyesíteni. Lejátszódik a görög mitológiából kölcsönzött történet: Orfeusznak nem szabad megfordulnia, és rátekintenie szerelmére. Ám ő – éppúgy, mint az antik mitológia hőse – nem képes ellenállni a kísértésnek. Megfordul, és nem Eüridikét látja, hanem egy borzas öreg asszonyt. Minden reménye elszállt. Elrohan, és az utcára érve összecsuklik.

### Végkifejlet
Benedetto és Hermész találnak rá. Itt hangzik el a film címére való utalás Orfeusz szájából: „A legnyomorultabb vagyok minden néger közül.” Mire Hermész válasza: „Egy szót kell megtanulnod: köszönöm”. Iratot húz elő a zsebéből: megtalálta azt a halottasházat, ahová elszállították szerelmének holttestét – Hádész birodalmának földi mását.
A tisztviselő figyelmezteti, hogy a temetés terhes lesz számára, de Orfeusz nem törődik vele. A tisztviselő válasza: „A karneválnak vége”. Felhúzzák a leplet a hallott lány arcáról, és a ráeső fény mintha életre keltené a halottat. Orfeusz a karjaiban viszi, a rideg utcák hegyekké, virágzó fákká és bokrokká válnak, és Orfeusz halkan beszél halott kedveséhez (a film elején hallott szöveg költői átfogalmazása):
„Minden olyan szép, Eüridiké.
A szívem, mint a madár, amely harmattal oltotta szomját.
Köszönöm, Eüridiké ezt a szép napot.
Te viszel most engem.
A karodban nyugszom, mint egy alvó gyermek.
Megnyugodva hajtom kebledre fejemet.
Tudom, hogy oda viszel, ahová sorsom szólít.
Köszönöm, Euridiké.
Virágokkal díszített úton vezetsz.
Hamarosan felkel a nap.
Énekelsz még, Eüridiké” (dalol):
„A boldogság, mint a mámor, ködbe mállik, elszáll.
Csak illúzió a karnevál.
A szegény munkába áll. Az ünnepnek vége…”
Mira dühöng. Gyújtogat. Meglátva Orfeuszt Eüridikével a karjában, kövekkel dobálja őket. Orfeusz hátrál, és egy kődobástól megszédülve a mélybe zuhan. A szerelmesek holtukban egy trópusi virág kelyhébe hullanak.

### Katarzis
Óriástotálban látjuk a hatalmas várost és felette az égboltot. Hajnalodik.
Benedetto hozza Orfeusz gitárját, Zeca játszani kezd. Most ő szeretné felkelteni a napot. Egy pici lány érkezik. Talán ő lesz az új Eüridiké?
A nap felkelt. Így most már ő az új Orfeusz. A gyerekek egészen új dalt énekelnek. Ők a jövő.

## Párhuzamok
A mitológiai történet 
természetesen megváltozott formában jelenik meg a modern Brazíliában. Vannak párhuzamok, de a szerzőket néhol ellentétre inspirálták a történet elemei.
- Orfeusz villamosvezető; a mitológiában pásztor Thrákiában.
- Orfeusz hangszere a gitár; a mitológiában a lant, a citera, a sípok.[4]
- Orfeusz sok-sok háziállatot tart. Ennek megfelelője a mitológiában, hogy muzsikájával elbűvölte az állatokat, megszelídítette a vadakat.
- Hermész a filmben a villamos remiz őre. A mitológiában ő volt Orfeusz kísérője, amint leszállt az alvilágba. A film szerint tehát Eüridiké oltalmazója, a mitológia szerint inkább Orfeuszé.
- Eüridiké a mitológiában Orfeusz felesége volt. A filmben a karneválon táncolt; a mitológia szerint társnőivel, a Drüaszokkal játszott a folyóparton.
- A Halál kiléte és célkitűzése a filmben ismeretlen. A neki megfelelő szereplő a mitológiában ,Arisztaiosz Apollón fia, a méhek kedvelője, aki valóban üldözte Eüridikét.
- Eüridiké a filmben a villamos remízbe menekül, és áramütés következtében hal meg; a mitológiában Arisztaiosz elől menekülve vigyázatlanul egy kígyóra lép, amely megmarja.
- Orfeusz a karnevál reggelét örömében köszönti énekével; a mitológiában csak Eüridiké halála után, bánatában énekel a naphoz.[5]
- Orfeusz a baleseti intézetben és eltűnt személyek osztályán keresi Eüridikét; a mitológiában a Tainaron hegyfokhoz, az Alvilág torkához megy Eüridikét keresni.
- Orfeusz egy macumba szertartás helyszínére jut; a mitológia szerint a holt lelkek együttérző éneke lágyítja meg az alvilág urának, Hádésznek feleségét, Perszephonét.
- Kerberosz kevés szerepet kap a filmben – csak ugat. A mitológiában úgy elbűvöli Orfeusz éneke, hogy mindhárom száját nyitva felejti.
- A filmben a macumba szertartás résztvevői névtelenek; a mitológiában az Eumeniszek és Hádész palotájának lakói hallgatják Orfeusz bánattal teli énekét (a filmben Orfeusz szája jár, csak hangtalanul mond valamit a szertartás alatt).
- A film és a mitológiai háttér különböző módon említi a holt lelkeket. A mitológiai eredeti sok-sok lélek jelenlétéről és aktív szerepéről beszél. A filmben erre egyetlen utalás hangzik el attól a férfitól, aki a szertartásra elkíséri Orfeuszt: »Megtörtént. Egy szellem beléköltözött«.
- Orfeusz egy létező személyre pillantva veszi észre, hogy nem az igazi Eüridikét hallja. A mitológia szerint hitvese utáni vágy hatására szegi meg az ígéretét, és néz hátra. Más változat szerint a mitológiai Eüridiké nem érti, miért nem néz rá a férje, és ő maga kérleli, hogy nézzen már hátra.
- Kettőjük végzete a film szerint zuhanás a mélységbe a hegyoldalon. A mitológia szerint az Aornosz mocsár recsegő hangokat hallatva nyeli el Eüridikét. Utolsó szavai után szerteoszlik a levegőben.
- A filmben Orfeusz monológja úgy hangzik el, mintha Eüridiké mondaná. A mitológiában Eüridiké maga mondja el utolsó szavait: »Álom borul elhomályosodó szememre, és már csak a nagy éjszaka vesz körül«.
- Utolsó szavai, amelyet Eüridiké szavaival mond el, a mitológiában hasonlóak Orfeusz sorsához: bánatos énekét hét hónapon át hallják Dionüszosz menádjai, végül  széttépik a testét, de elhallgattatni nem tudják – a halott Orfeusz feje énekel, még akkor is, amikor partra sodródik Leszbosz szigetén.

## Filmtörténeti szerepe
A filmet több előzménye is érdekessé teszi. Részben kései utóda a francia lírai realizmus  korszakának (például:  Marcel Carné: A sátán követei, Szerelmek városa). Témaválasztásában és misztikájában utóda Jean Cocteau: Orfeusz című filmjének (1949). Megelőzte az olasz neorealizmus; a francia új hullám kezdeti korszakának egyik filmje.

### Néger film
Megfigyelhető, hogy a film csaknem tökéletesen néger közegben játszódik; fehér ember csak mellékszereplőként, névtelenül fordul elő. Ennek forrása alighanem Aimé Cezare költő 1939-ben megjelent lírai költeménye, amely Jean-Paul Sartre-nál már társadalomfilozófiai gondolatként tért vissza. Filozófiai munkája 1949-ben jelent meg Orfée noire címen.

### Fényképezése
Eüridiké (azazhogy Marpessa Dawn) arca kétszer fordul elő premier plánban, lírai hatást keltve. Első ízben, amikor megpróbál elaludni Orfeusz ágyában és amulettjét szorongatja. Eüridiké arcát ekkor alsó gépállásból fényképezik, úgy, ahogyan Orfeusz láthatja. A beállítás következtében a lány arca kerekebbnek, szebbnek látszik (Marpessa Dawn ősei között filippinók is voltak).
Másodszor a halottasházban Orfeusz felhúzza a szemfedőt a lányról, a szemfedő elmozdulásával egyre több fény esik a lány arcára (végigfut rajta a fény-árnyék határ). Amint az árnyékot felváltja a fény, olyan érzést kelt, mintha feléledne a halott lány.

### Technikai részletek
A Kodak egyre jobb és jobb minőségű anyagokat dobott piacra. Ezek egyike a filmhez felhasznált Eastmancolor. Felbontóképessége lehetővé tette, hogy 70 mm-es Cinemascope változat készülhessen belőle (hat hangsávval). Ezt a változatot optikai nagyítással készítették az eredeti negatívról. A nyersanyag ugyanakkor lehetővé tette erős fények és különlegesen sötét feketék megjelenítését. A fényképezés akkori gyakorlata értelmében ritkán használtak nagytávoli beállításokat színes filmen; ezért a film igen sok részlete szekond plán, vagy ahhoz közeli. Ugyanakkor bátran használja az akkor még szokatlan nagy mélységélességű megjelenítést (a háttér is éles).

## Filmzene
| szerzők                                  | cím                                              |
| ---------------------------------------- | ------------------------------------------------ |
| népzene                                  | Generique                                        |
| Antonio Carlos Jobim, Vinicius de Moraes | A felicidade (Batucada)                          |
| Antonio Carlos Jobim                     | Frevo (a rezesbanda)                             |
| Antonio Carlos Jobim                     | O nosso amor                                     |
| Luiz Bonfá, Antônio Maria Araújo         | Manhã de Carnaval                                |
| Antonio Carlos Jobim                     | Scène du lever du soleil (a nap felébresztése)   |
| Jadir de Castro                          | Negra sin Sandalia                               |
| Johnny Pacheco                           | Malene Xango Ogun Beira Mar (macumba szertartás) |
| N. Nascimento, N. Reis                   | El Samba es Bueno Asi                            |
| L. A. de Menenez feldolgozása            | Piazzito Carreteiro                              |
| népzene                                  | Baiao Rojao Maracatu                             |
| népzene                                  | Skindu                                           |
| népzene                                  | Bossa nova                                       |

Forrás: Discog és a BNF archíívum

## Érdekesség
- Barack Obama: Álmok apámtól (Dreams from My Father; 1995) c. könyvében említi, hogy édesanyja kedvenc filmje ez volt.
- Euridiké megszemélyesítője, Marpessa Dawn összeházasodott a film rendezőjével. A házasság csak néhány hónapig tartott.
- A legjobb idegen nyelvű filmnek járó Oscar-díjat a film portugál nyelvű verziójának ítélték oda.